# 2293 Guernica
A 2293 Guernica (ideiglenes jelöléssel 1977 EH1) a Naprendszer kisbolygóövében található aszteroida. Nyikolaj Sztyepanovics Csernih fedezte fel 1977. március 13-án.